# Титон (округ, Вайоминг)
Округ Титон (англ. Teton County) — округ, расположенный в штате Вайоминг (США) с населением в 18 251 человек по статистическим данным переписи 2000 года. Столица округа находится в городе Джэксон.
На территории округа расположены горнолыжный курорт Джэксон-Хол, высокогорный национальный парк Гранд-Титон и 40,2 % площади знаменитого Йеллоустонского национального парка, включая 96,6 % всех водных ресурсов Йеллоустона.
В 2009 году округ Титон вышел на первое место среди всех округов Соединённых Штатов по уровню среднего дохода на душу рабочего населения, составившего 132 728 долларов США в год. По данном показателю Титон обошёл даже район Манхэттен в Нью-Йорке (120 790 долларов).

## История
Округ Титон был образован в 1921 году.

## География
По данным Бюро переписи населения США округ Титон имеет общую площадь в 10 935 квадратных километров, из которых 10 381 кв. километр занимает земля и 554 кв. километра — вода. Площадь водных ресурсов округа составляет 5,07 % от всей его площади.

### Соседние округа
- Парк — север
- Фримонт — восток
- Сублетт — юго-восток
- Линкольн — юг
- Титон (Айдахо) — юго-запад
- Бонневилл (Айдахо) — юго-запад
- Фримонт (Айдахо) — запад
- Галлатин (Монтана) — северо-запад

### Охраняемые природные территории
- Национальный заповедник Бриджер-Титон (часть)
- Национальный заповедник Карибу-Тарги (часть)
- Национальный парк Гранд-Титон
- Бульвар имени Джона Д. Рокфеллера
- Национальный резерват Элк
- Национальный заповедник шошонов (часть)
- Йеллоустонский национальный заповедник (часть)

## Демография
По данным переписи населения 2000 года в округе Титон проживал 18 251 человек, 4174 семьи, насчитывалось 7688 домашних хозяйств и 10 267 жилых домов. Средняя плотность населения составляла человек на один квадратный километр. Расовый состав округа по данным переписи распределился следующим образом: 93,59 % белых, 0,15 % чёрных или афроамериканцев, 0,53 % коренных американцев, 0,54 % азиатов, 0,03 % выходцев с тихоокеанских островов, 1,22 % — представителей смешанных рас, 3,93 % — других народностей. Испано- и латиноамериканцы составили 6,49 % от всех жителей округа.
Из 7 688 домашних хозяйств в 25,60 % — воспитывали детей в возрасте до 18 лет, 45,30 % представляли собой совместно проживающие супружеские пары, в 5,70 % семей женщины проживали без мужей, 45,70 % не имели семей. 27,30 % от общего числа семей на момент переписи жили самостоятельно, при этом 3,70 % составили одинокие пожилые люди в возрасте 65 лет и старше. Средний размер домашнего хозяйства составил 2,36 человек, а средний размер семьи — 2,89 человек.
Население округа по возрастному диапазону по данным переписи 2000 года распределилось следующим образом: 19,90 % — жители младше 18 лет, 9,80 % — между 18 и 24 годами, 38,30 % — от 25 до 44 лет, 25,00 % — от 45 до 64 лет и 6,90 % — в возрасте 65 лет и старше. Средний возраст жителей округа составил 35 лет. На каждые 100 женщин в округе приходилось 114,30 мужчин, при этом на каждых сто женщин 18 лет и старше приходилось 115,50 мужчин также старше 18 лет.
Средний доход на одно домашнее хозяйство в округе составил 54 614 доллара США, а средний доход на одну семью в округе — 63 916 долларов. При этом мужчины имели средний доход в 34 570 долларов в год против 29 132 долларов среднегодового дохода у женщин. Доход на душу населения в округе составил 38 260 долларов в год. 2,80 % от всего числа семей в округе и 6,00 % от всей численности населения находилось на момент переписи населения за чертой бедности, при этом 5,70 % из них были моложе 18 лет и 4,40 % — в возрасте 65 лет и старше.

## Населённые пункты

### Города
- Джэксон

### Статистически обособленные местности
- Алта
- Хобек
- Мус-Уилсон-Роуд
- Рафтер-Джей-Ранч
- Саут-Парк
- Титон-Виллидж
- Уилсон

### Другие
- Келли
- Моран
- Колтер-Бей